# Människans utveckling

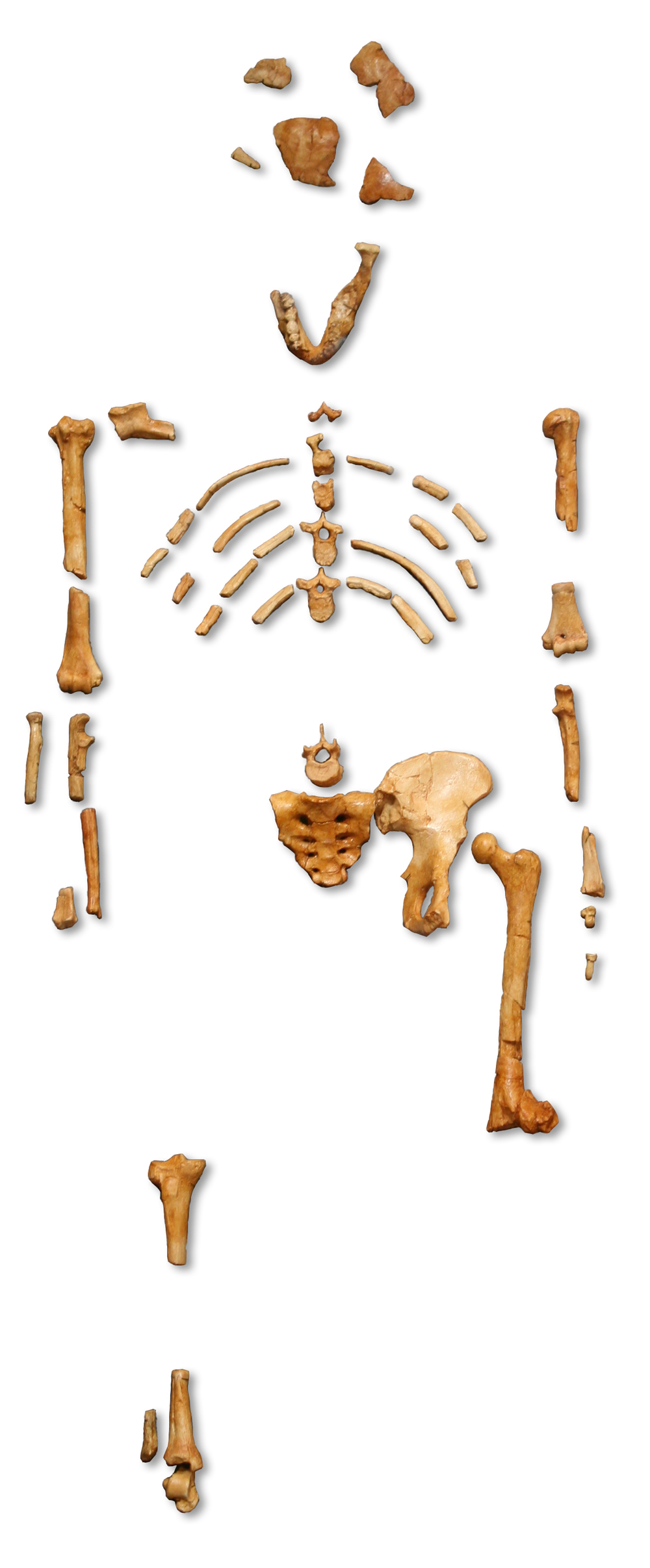
Australopithecus afarensis, Lucy, kanske den mest berömda fossila apmänniskan.

Människans utveckling eller människans evolution är den process genom vilken en grupp primater förändrades till att ha de egenskaper som människan har idag.
Biologiskt definieras människan (ibland kallad den moderna människan) som primat av arten Homo sapiens, av vilken den enda nu levande underarten är Homo sapiens sapiens. I allmänhet betraktas denna underart även som den enda levande av släktet Homo (människor). Människans taxonomi på familjenivå är en något komplicerad fråga. Det är helt klarlagt att människans närmaste nu levande släktingar är de afrikanska människoaporna, schimpanser och gorillor, och nästan helt säkert att schimpanserna är närmare släkt med oss än med gorillorna. Traditionellt har människans släktgren fått utgöra en egen familj, Hominidae, medan schimpanser och gorillor, tillsammans med orangutanger, klassificerats som familjen Pongidae. I denna klassificering kallas vi för hominider. Dock blir det allt vanligare bland forskare att utsträcka familjen Hominidae till att även omfatta de apor som tidigare ingick i Pongidae, och låta människans släktgren bli underfamiljen Homininae inom Hominidae. Vi blir då homininer.
Det är även försvarbart att hävda att schimpanserna borde ingå i vårt släkte Homo, så att de två arterna vanlig schimpans (Pan troglodytes) och dvärgschimpans (Pan paniscus, kallas även bonobo) borde omklassificeras som Homo troglotydes respektive Homo paniscus eftersom de är så nära besläktade med människan.
Efter att forskare hade kartlagt genomsekvenserna hos människan och schimpansen fullständigt kunde man konstatera att skillnaden mellan människa och schimpans är ungefär tio gånger större än skillnaden mellan två människor som inte är släkt med varandra och ungefär en tiondel av skillnaden mellan råttor och möss.
Ur sådana genetiska data kan man genom metoden med molekylär klocka dra slutsatsen att människans utvecklingslinje skildes åt från schimpansens för omkring fem miljoner år sedan och från gorillans för omkring åtta miljoner år sedan. 2001 hittade man dock ett omkring sju miljoner år gammalt kranium i Tchad, klassificerat som Sahelanthropus tchadensis. Upphittarna tolkar detta som en människoförfader och hominid, vilket skulle betyda att utvecklingen kan ha gått skilda vägar något tidigare. Den tolkningen är dock fortfarande omstridd, andra menar att det kan vara en proto-gorilla. Ännu mer omstridd torde den idé bli som framlades år 2007 av Aaron Filler, att människosläktet skulle ha en gemensam förfader som gick upprätt för 15-20 miljoner år sedan, något som är svårt att förena med andra genetiska och paleontologiska rön.
Människosläktets tidiga utveckling skedde i Afrika. Alla fossil från vår utvecklingsgren från för 7 miljoner år sedan till för 2 miljoner år sedan som hittats levde i Afrika. Någon gång för knappt 2 miljoner år sedan började dock människoliknande varelser av släktet Homo sprida sig i världen, och befolkade ganska snabbt stora delar av Asien och Europa, ända bort till Indonesien och Kina. Beträffande den moderna människans geografiska ursprung finns två huvudsakliga förklaringsmodeller.
Enligt Ut ur Afrika-hypotesen utvecklades den moderna människan i Afrika och spred sig därifrån ut över världen och konkurrerade ut andra hominider. Den multiregionala hypotesen hävdar istället att människan utvecklades parallellt ur flera åtminstone delvis isolerade populationer av hominider. Denna utveckling i riktning mot den moderna människan skulle då ha skett även utanför Afrika. Dock är den förstnämnda teorin, att den moderna människan som art, Homo sapiens, först utvecklades i Afrika och sedan spred sig den uppfattning som har klart flest anhängare, även om enstaka gener i det mänskliga genomet tros härröra från korsbefruktning med andra människoarter.
Australopitheciner antas idag vara släktet Homos stamfäder. Båda hör till familjen Hominidae men just Australopithecus africanus roll som människans stamfader har ifrågasatts, det är fullt möjligt att africanus istället utgör en återvändsgränd på evolutionens träd och att någon annan australopithecin är vår förfader.

## Forskning om människans utveckling
Studiet av människans utveckling omfattar flera vetenskapliga grenar, varav antropologi, paleontologi och genetik är de viktigaste.
Sedan neandertalmänniskan och andra "grottmänniskor" upptäckts på 1800-talet uppstod paleoantropologi som eget forskningsområde. Likheten mellan människan och vissa större apor var inte ny, men idén om den arternas evolution vann inte bred acceptans förrän efter Charles Darwin publicerat Om arternas uppkomst 1859. Fastän han i detta verk knappt berörde frågan om människans ursprung innebar arbetet att teorin om evolutionen genast stod klar för de samtida läsarna. Thomas Huxley och Richard Owen började debattera frågan och då Darwin publicerade sitt verk i frågan, Människans härledning och könsurvalet 1871, var kopplingen mellan det naturliga urvalet och människans utveckling redan allmänt känd och intensivt omdiskuterad. Många av Darwins egna lärjungar – som Alfred Russel Wallace och Charles Lyell – tvekade inför tanken att människan, med sin mentala kapacitet och höga moral, skulle kunna ha utvecklats genom ett naturligt urval. Idag är dock människans evolution från en apliknande varelse ett oomtvistat vetenskapligt faktum, låt vara att detaljerna fortfarande debatteras hett. En apdebatt på religiösa grunder blossar fortfarande upp emellanåt, särskilt i vissa delstater i USA – se kreationism och intelligent design – men denna debatt saknar helt vetenskaplig grund.
Allt sedan Carl von Linné hade likheten mellan de större aporna och människan gjort att dessa betraktats som de djur som stod närmast människan. Under 1800-talet började man spekulera i att schimpanser och gorillor skulle vara människans närmaste nu levande släktingar. Ett naturligt steg vidare blev att spekulera kring deras naturliga hemvist i Afrika som hemorten för en gemensam anfader. Man hoppades därför på att finna fossil från dessa stamfäder i Afrika.
Andra forskare från förra sekelskiftet ville av olika skäl hellre söka mänsklighetens vagga i Asien, och sökte sig till såväl Mongoliet som Indonesien i jakt på fossil. Eugene Dubois blev den förste som lyckades, när han hittade "Javamänniskan" Pithecanthropus/Homo erectus på 1890-talet. Först på 1920-talet hittades fossil efter förmänniskor utanför släktet Homo. 1925 kunde Raymond Dart beskriva Australopithecus africanus. Hans sensationella fynd, "Barnet från Taung", var ett häpnadsväckande välbevarat kranium efter ett barn med en avgjutning av individens hjärna. Hjärnan var bara 410 kubikcentimeter men rund till skillnad från schimpansens och gorillans. Dessutom hade fyndet korta hörntänder, och placeringen av foramen magnum, det hål där ryggraden ansluter till kraniet, visade att individen gått upprätt. Dart drog slutsatsen att hans fynd utgjorde en länk mellan människan och apan. Hans hypotes stred dock mot den då vedertagna uppfattningen att bipedalism förutsatte en betydligt större hjärna och intelligens, och det dröjde därför ytterligare tjugo år innan hans idéer togs på allvar sedan ytterligare liknande fynd gjorts.

## Tidsperioder
För specifika fossil från de olika tidsperioderna, se Lista över fossil ur människans evolution.

### För 65–50 miljoner år sedan
- Paleocen: Två grupper av tidiga primater levde vid den här tiden, Adapider (av familjen Adapidae av ordningen primater) och Omomyider (av familjen Omomyidae av ordningen primater).

Adapiderna liknade dagens lemurer och andra halvapor (Strepsirrhini) och är sannolikt anfäder till dessa. Omomyiderna är sannolikt släkt med spökdjur, och kan även vara anfäder till hela Haplorrhini, d.v.s. även de egentliga aporna i Anthropoidea, och därmed till oss.

### För 50–35 miljoner år sedan
- Eocen: De egentliga aporna utvecklas, och delas upp i de två grenarna brednäsor (Platyrrhini) och smalnäsor (Catarrhini). Eosimias kan vara en av de tidigaste aporna.
- Darwinius masillae, ett 47 miljoner år gammalt fynd gjort i Tyskland 1983. En 60 cm lång varelse, med bland annat ett fotben, naglar och tänder som bara återfinns hos en särskild gren primater, och skiljer fyndet från grenen lemurer. Andra egenskaper finns också, som preliminärt placerar detta djur i underordningen Haplorrhini, som apor och den moderna människan härstammar ur.

### För 35–25 miljoner år sedan
- Oligocen: Ur de tidiga aporna utvecklades människoapor. De levde fortfarande i träd och var växtätare. I Egypten har påträffas fynd av flera släkten inom denna grupp, bland annat Parapithecus, Apidium och Oligopithecus. I Burma har man i avlagringar redan från yngre eocen påträffat apor ur släktet Amphipithecus. De Markattartade aporna antas ha utvecklas ur släktet Oligopithecus. Från yngre oligocen härstammar släktena Propliopithecus och Aegyptopithecus. Aegypitopithecus brukar anses som hominoidernas anfader, men vissa tror dock att propliopithecus är hominidernas förfader. Möjligen stämmer båda antagandena och Propliopithecus som ett äldre släkte är även Aegypitopithecus anfäder. Från perioden 34 till 32 miljoner år sedan fram till 24 till 22 miljoner år sedan saknas spår av hominoider.[10]

### För 25–10 miljoner år sedan
Från äldre miocen härstammar fynd av släktena Limnopithecus i Östafrika och Pliopithecus i Europa. Pliopithecus upptäcktes redan 1837 i franska avlagringar från miocen, senare har flera fynd framkommit såväl från miocen som pliocen, särskilt ett fynd av ett nästan komplett skelett från Tjeckoslovakien har ökat kunskaperna och släktet Pliopithecus.
På 1930-talet gjordes de första fynden av Proconsul av Louis Leakey. Tillsammans med sin hustru Mary Leakey gjorde han under 1940-talet flera nya fynd. Efterhand har det dock kommit att stå klart att Proconsul inte är människans anfader, då arten utvecklas mycket lite under de årmiljoner den påträffats. Släktet Dryopithecus beskrevs första gången redan 1856 efter ett fynd i Frankrike, och har påträffats i hela Europa, Nordafrika, Kaukasus och Anatolien. Det är mycket närstående Proconsul skiljer sig genom en bredare nos, breda framtänder och hörntänder med djupa rötter. Den förekommer främst under yngre miocen. Andra närstående fynd är ett skellettfynd från bynd Udabno som ursprungligen kallades Udabnopithecus, en underkäke från Ungern som kallades Hungaropithecus med flera. Dryopithecus står även nära Sivapithecus, påträffad i avlagringar från mellersta och yngre miocen i den Nordindiska bergskedjan Siwalikbergen.
Finns en mängd olika fossil av människoapor. Morotopithecus, Kenyapithecus, Afropithecus, Oreopithecus, Ouranopithecus, är ytterligare några exempel. Oklart vem som är förfader till vem.
- Ramapithecus troddes tidigare vara en mänsklig förfader, baserat på mycket fragmentariska fossil, men mer kompletta fossil har visat att den dels sannolikt är närmare släkt med orangutanger, dels bör inordnas i Sivapithecus

### För sex–sju miljoner år sedan

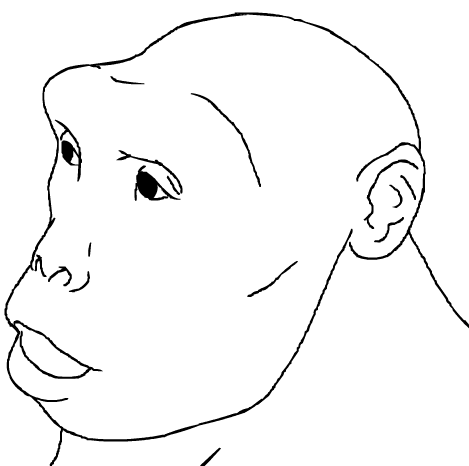
Sahelanthropus tchadensis

- Sahelanthropus tchadensis[6] (7 miljoner år sedan, MÅS) - möjligen den första tvåbenta primaten med hjärna som en schimpans men tänder m.fl. drag liknande en människas.
- Orrorin tugenensis[12] (6 MÅS) - kanske tvåbent[13], diet som en människas. Levde i en skogsmiljö, inte på savannen.
- Ardipithecus kadabba (6 MÅS)- tvåbent, diet som en människas.

Någon gång vid den här tiden delades släktträdet mellan människors förfäder, och förfäder till de två arterna schimpanser. Forskare är inte eniga om vilka av ovanstående fossil som är på vilken sida av delningspunkten. Upptäckarna av de tre ovannämnda arterna anser alla att deras eget fynd är en mänsklig förfader, och de andra två är sidogrenar.

### För fem miljoner år sedan
- Ardipithecus ramidus (4,5–4 MÅS)
- Släktet Australopithecus (4,2–2,5/1,5 MÅS), australopitheciner, sannolika förfäder till alla senare människoarter.
- Australopithecus anamensis (4,2–4 MÅS)

### För fyra miljoner år sedan
- Australopithecus afarensis (Lucy) (4-3 MÅS)
- Kenyanthropus platyops (3,5–3 MÅS)
- Australopithecus bahrelghazali

### För tre miljoner år sedan
- Australopithecus africanus (3,3–2,5 MÅS) Pliocen, en utveckling av afarensis med större hjärna och människolikt kranium. Skog-savann.
- Australopithecus garhi (2,5 MÅS)
- Släktet Homo, det som vi själva tillhör, uppstår för minst 2,8 MÅS.[15]
- Homo habilis (2,5–1,5 MÅS)
- Homo rudolfensis
- Homo naledi, en av de mest nyligen funna arterna. 2013 hittades 1 550 fossilerade ben av 15 män/kvinnor/barn.

De äldsta stenverktyg vi har hittat är också från den här tiden, ca 2,6 MÅS
, samtida med de första medlemmarna av släktet Homo. Det är en rimlig gissning att det var dessa tidiga Homo som tillverkade verktygen.
Ett antal Homo-fossil från denna tid finns, men de anses för distinkta för att utgöra en enda art, och klassificeras oftast som två arter, habilis och rudolfensis. Idag vet man inte säkert om modernare Homo härstammar från habilis eller rudolfensis. Vissa forskare placerar både habilis och rudolfensis i släktet Australopithecus i.st.f. Homo.

### För två miljoner år sedan
- Robusta australopitheciner är en grupp som av vissa forskare hänförs till ett eget släkte, Paranthropus. De kan ha utvecklats ur  Australopithecus eller Kenyanthropus och hade en hjärna motsvarande omkring 40% av den moderna människans. Paranthropus var tvåbent och omkring 1,4 meter hög. Deras främsta kännetecken, den grova käken vars tuggmuskler var fästa i den benkam som löpte över kraniet, tyder på att den var specialanpassad för att äta grov, fiberrik kost som rötter och växter. Man tror att det var denna specialisering och brist på anpassningsbarhet som gjorde att gruppen inte klarade av de miljöfluktuationer som blev vanliga för omkring 1,2 miljoner år sedan. Arter inom gruppen är Australopithecus/Paranthropus boisei (2,3-1,2 MÅS), robustus (2-1,2 MÅS) (i södra Afrika) och aethiopicus (2,7-2,8 MÅS) (Östafrika).
- Homo ergaster (ca 1,8 MÅS) när ergaster upptäcktes 1975 övergav man för gott teorin om en enda utvecklingslinje. Man accpeterade att flera olika arter samexisterat parallellt i Afrika. ergaster har många gemensamma drag med erectus och man tror sig idag veta att erectus uppkom i Afrika och spred sig utöver Asien och Europa. I Afrika uppstod sedan ergaster och, eftersom den moderna människan skiljer sig från erectus på ungefär samma sätt som ergaster, tror man att det är ergaster som är människans anfader.
- Australopithecus sediba (1,95 och 1,78 MÅS)
- Homo erectus (ca 1,5-0,05 MÅS) - fram till mitten på 1900-talet betraktades en lång rad fynd från runt om i hela världen som olika arter (till exempel Pithecanthropus erectus och Sinanthropus pekinensis), men idag betraktas de alla som erectus, utom möjligen ergaster. Erectus hade betydligt större hjärna än sina föregångare och ungefär likartade tänder som den moderna människan, även om käken var kraftigare. Tidigare trodde man att erectus konkurrerades ut av andra arter för omkring 400 000 år sedan, men nyligen har man fynd på Java visat att erectus fortfarande existerade för 50 000 år sedan – parallellt med den moderna människan. Homo erectus är den första art som det finns skäl att tro kunde tala och kontrollera eld.
- Homo georgicus (ca 1,5 MÅS) - namn som av vissa forskare används om de erectus-liknande fossil som hittats i Georgien.

### För en miljon år sedan
- Homo heidelbergensis
- Homo antecessor
- Homo cepranensis
- Homo rhodesiensis
- Homo helmei
- Samtliga i listan ovan, heidelbergensis, antecessor, cepranensis, rhodesiensis, helmei, är namn som används om olika fossil i den svårplacerade samlingen från övergångsperioden mellan Homo erectus och dess efterföljare nedan. Vilka namn som är giltiga, och vilka fossil som hör till vilket namn, råder det ingen enighet om. H heidelbergensis torde vara det som används mest.

- Homo floresiensis (94–13 TÅS) År 2003 fann en grupp paleontologer från Indonesien och Australien, ledda av Radien Soejono, benrester, bl.a ett nästan helt skelett, av en hittills helt okänd hominidvariant[17] på ön Flores i närheten av Java, öster om den sk. Wallacelinjen i en grotta i Liang Bua. En del av benen var bara delvis fossiliserade, och man daterade de yngsta till ca 12 000–13 000 år. Fynden är ännu under intensiv forskning, och gruppen har inte ännu helt kunnat enas om huruvida det är fråga om en liten ras av arkaisk Homo sapiens, eller en förkrympt Homo erectus som har överlevt sensationellt länge. Det internationella vetenskapssamfundet förefaller att luta mot det senare. Populärt kallas dessa varelser för "hobbitar".

- Homo neanderthalensis (350-30 TÅS) — många fynd – från Spanien till Uzbekistan – tyder på att neandertalmänniskan emigrerade från Afrika före den moderna människan och att de två arterna existerat sida vid sida under en lång period. De började bosätta sig i Europa för 350 000 år sedan och vissa fynd (Gorham's cave i Gibraltar) indikerar att de fortfarande fanns populationer så sent som för 28 000 år sedan och kanske till och med 24 000 år sedan. Mycket tyder också på att neanderthalmänniskan begravde sina anhöriga långt innan den moderna människan, vilket antyder att självmedvetande och "livet efter detta" först uppstod hos neanderthalmänniskan.
- Denisovamänniskan (40 TÅS)
- Människa (Homo sapiens) (200– TÅS) - De tidigaste fossilen man funnit av H. sapiens kallas ibland Cromagnon.
  - Homo sapiens idaltu är en utdöd trolig underart av människa. Bevisen för dess existens är ett litet antal fossila skallar som hittats i Etiopien och som anatomiskt och kronologiskt tycks befinna sig på ett stadium mellan moderna människor Homo sapiens sapiens och äldre typer, till exempel Homo rhodesiensis. Genom datering av de vulkaniska lager i vilka fossilen hittades har deras ålder bestämts till ca. 160,000 år.
  - Homo sapiens sapiens Den tidiga moderna människan utmärker sig med sin panna och avsaknaden av de markerade ögonbrynsbågarna på kraniet. Hjärnan är också i ungefär samma storlek som dagens människa och ”kammen” över kraniet har helt försvunnit. Det är inte helt klarlagt exakt hur den moderna människan spred sig över världen. För närvarande finns det två oförenliga förklaringsmodeller som beskriver sapiens utveckling: Den ena, den multiregionala hypotesen, beskriver hur sapiens utvecklades parallellt från regionala populationer av erectus i Afrika, Asien och Europa. Modellen tar fasta på vissa anatomiska likheter mellan lokala populationer av erectus och sapiens. Enligt den andra teorin, den s.k. Ut ur Afrika-hypotesen, utvecklades den moderna människan H. sapiens endast i Afrika, varefter en mindre grupp sedan emigrerade till Eurasien. Denna grupp konkurrerade sedan ut de äldre människoarter som redan fanns på plats, d.v.s. neandertalarna och andra grupper av H. erectus, och inget eller ett mycket begränsat genutbyte skedde mellan de olika människoarterna. Genom studier av mutationstakten hos DNA i nukleoler och mitokondrier har man kunnat fastställa att sapiens särskiljde sig från erectus för omkring 200 000 år sedan – vilket anses för ungt för den tidigare modellen. Dessutom har man daterat de äldsta fossil man funnit i Afrika till omkring 195 000 år[18] sedan medan motsvarande fynd i resten av världen är drygt 50 000 år yngre. Några raser existerar inte i vetenskaplig och biologisk mening när det gäller den moderna människan; skillnader beträffande hudfärg, ögonform och andra yttre kännetecken härrör från anpassning till framför allt klimat och solljus. Förutom avsevärt mer avancerad verktygstillverkning är tecken på mer komplexa religiösa ritualer och omsorg om sjuka och gamla utmärkande för de rikare lämningarna efter Homo sapiens sapiens från första början. Konst i form av grottmålningar, skulpturer och bensniderier börjar uppträda för närmare 100 000 år sedan i Afrika, men blir inte vanligt förrän kanske 30 000 år senare, och skriftsystem uppträder för första gången något eller ett par århundraden före år 3000 före vår tideräkning.

### Jämförande tabell med arter inomHomo
Fetstil indikerar väletablerade arter med gott om fossil. Se även Lista över människoarter
| Art                 | Levde när (MÅS) | Levde var                                        | Kroppslängd (m) | Kroppsvikt (kg)        | Hjärnvolym (cm³) | Fossil      | Upptäckt / publikation av namn |
| ------------------- | --------------- | ------------------------------------------------ | --------------- | ---------------------- | ---------------- | ----------- | ------------------------------ |
| H. habilis          | 2,5–1,4         | Östafrika                                        | 1,0–1,5         | 30–55                  | 600              | många       | 1960/1964                      |
| H. rudolfensis      | 1,9             | Kenya                                            |                 |                        |                  | några       | 1972/1986                      |
| H. georgicus        | 1,8–1,6         | Georgien                                         |                 |                        | 600              | fåtal       | 1999/2002                      |
| H. ergaster         | 1,9–1,25        | Östra och södra Afrika                           | 1,9             |                        | 700–850          | många       | 1975                           |
| H. erectus          | 2–0,3           | Afrika, Eurasien (Java, Kina, Vietnam, Kaukasus) | 1,8             | 60                     | 900–1100         | många       | 1891/1892                      |
| H. cepranensis      | 0,8             | Italien                                          |                 |                        |                  | 1 skalltak  | 1994/2003                      |
| H. antecessor       | 0,8–0,35        | Spanien, England?                                | 1,75            | 90                     | 1000             | få          | 1994/1997                      |
| H. heidelbergensis  | 0,6–0,25        | Europa, Afrika                                   | 1,8             | 60                     | 1100–1400        | många       | 1907/1908                      |
| H. rhodesiensis     | 0,3–0,12        | Zambia                                           |                 |                        | 1300             | enstaka     | 1921                           |
| H. neanderthalensis | 0,23–0,024      | Europa, västra Asien                             | 1,6             | 55–70 (kraftigt byggd) | 1200–1700        | många       | 1829/1864                      |
| H. sapiens sapiens  | 0,25–nu         | hela världen                                     | 1,4–1,9         | 55–80                  | 1000–1850        | många       | —/1758                         |
| H. sapiens idaltu   | 0,16            | Etiopien                                         |                 |                        | 1450             | 3 skallar   | 1997/2003                      |
| H. floresiensis     | 0,10–0,012      | Indonesien                                       | 1,0             | 25                     | 400              | 7 individer | 2003/2004                      |